# Maria Pia di Sassonia Coburgo Braganza
Maria Pia di Sassonia-Coburgo Gotha Braganza (Lisbona, 13 marzo 1907 – Verona, 6 maggio 1995) è stata una scrittrice portoghese.
Era anche conosciuta come Sua Altezza Reale Dona Maria Pia di Sassonia-Coburgo Gotha e Bragança e affermò di essere figlia illegittima del re Carlo I di Portogallo, che egli l'avesse riconosciuta come figlia e le avesse concesso gli stessi diritti ed onori degli altri principi del Portogallo. Dal 1957 si attribuì il titolo di duchessa di Braganza e si ritenne l'ultima legittima regina del Portogallo, sostenendo attivamente tale rivendicazione.

## Nascita
Maria Pia di Sassonia-Coburgo Gotha Braganza, presumibilmente, è nata il 13 marzo 1907 su Avenida da Liberdade, parrocchia del Sacro Cuore di Gesù, a Lisbona, supposta figlia di una relazione adulterina tra il re Carlo I del Portogallo, poi sposato con la principessa Amelia d'Orléans, e Maria Amelia Laredó e Murça, nativa di Cametá, Stato di Parà, Brasile, e figlia, secondo il certificato di battesimo con sede a Madrid di Maria Pia di Braganza, di Armando Maurice Laredó e Laredó e Maria Amélia Murça e Berhen.

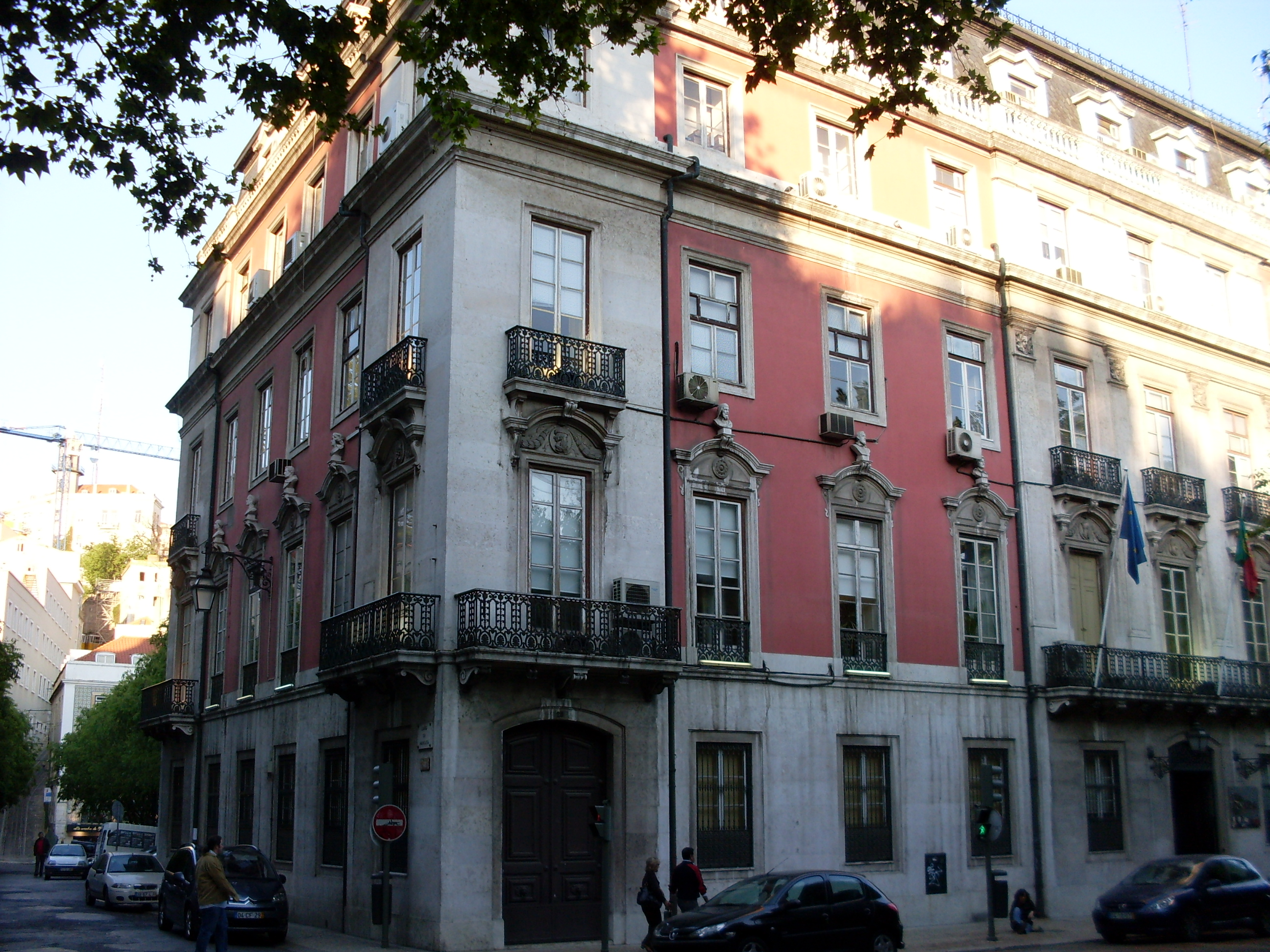
Il numero 26 di Avenida da Liberdade, a Lisbona, in cui era nata Maria Pia di Braganza.

La madre, Maria Amélia Laredó e Murça, era figlia di una ricca coppia brasiliana che si era trasferita in Europa e utilizzava talvolta senza averne diritto il titolo di baroni, senza suscitare troppe obiezioni a causa della loro grande ricchezza. Maria Amélia non era sposata quando diede alla luce la figlia: Maria Pia di Braganza ha sempre sostenuto che la madre ed i nonni la portarono a Madrid dove fu battezzata nella chiesa di San Fermín de los Navarros il 15 aprile e che tale sacramento venisse poi registrato nella chiesa della Beata Vergine Maria del Monte Carmelo e di San Luigi.
Sostenne che sul registro di battesimo il nome del padre fosse "D. Carlos de Sassonia-Coburgo y Savoya de la Casa de Braganza de Portugal", cioè l'allora re Carlo I del Portogallo, sposato alla regina Amelia d'Orléans. I registri battesimali originali della chiesa sarebbero tuttavia andati distrutti durante la guerra civile spagnola insieme al preteso certificato di battesimo di Maria Pia di Braganza. Nel 1939 il vicario generale della diocesi di Madrid-Alcalas emise un certificato di battesimo alla donna seguendo le informazioni fornite da Antonio Goicoechea y Cusculluela, membro del Parlamento spagnolo e della Banca di Portogallo, che sostenne di essere stato presente al rito e che sarebbe stato un importante testimone durante i vari processi rotali. Successivamente la donna usò questo certificato come "prova" per le sue pretese "regali".

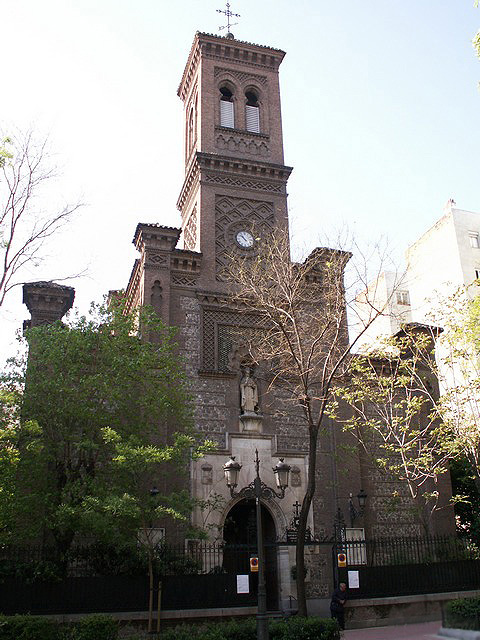
La chiesa di San Fermín de los Navarros, a Madrid, in cui Maria Pia di Sassonia-Coburgo Braganza sarebbe stata battezzata.

Ha sostenuto inoltre che negli archivi della diocesi di Madrid-Alcalá esistesse una copia di un documento firmato dal re Carlo I il 14 marzo 1907, in cui avrebbe riconosciuto Maria Pia di Braganza come figlia e che avrebbe riportato che "lei può portare il mio nome e godere da adesso di tutti gli onori, le prerogative, i privilegi, obblighi e vantaggi dei principi della casa di Braganza di Portogallo": come il certificato di battesimo, l'originale di questo documento, di cui non esistono prove, non è sopravvissuto alla guerra civile. Le sue pretese generalmente non furono considerate dalla Casa Reale di Braganza e dalle altre case reali europee.

## Matrimoni e discendenza

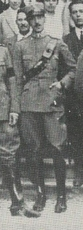
Il secondo marito, Giuseppe Blais nel 1918 dopo la presa di Gorizia

Nel 1925, all'età di diciotto anni, sposò Francisco Javier Bilbao y Batista, un benestante cubano di venti anni più grande, proveniente da una famiglia di allevatori di bestiame: essendo Bilbao divorziato, il matrimonio fu soltanto civile e avvenne nell'ambasciata cubana a Parigi. Ebbero una figlia disabile, Fátima Francisca Xaviera Iris Bilbao di Sassonia Coburgo Braganza (1932 - 1982), e dopo un breve periodo trascorso a Cuba, si separarono e Maria Pia di Braganza tornò in Spagna; Bilbao morì nel 1935.
In seguito alla guerra civile spagnola Maria Pia di Braganza e la madre si trasferirono a Roma dove ella conobbe e sposò nel 1939 il cavalier Giuseppe Blais fu Gustavo, un colonnello dei carabinieri: poiché allora vigeva la legge per cui i membri del corpo dei carabinieri non potevano sposare gli stranieri, l'unione fu celebrata clandestinamente e non fu registrata civilmente fino al 5 agosto 1946. Nacque una figlia, Maria da Glória Cristina Amélia Blais di Sassonia Coburgo Braganza nel 1946 che sposò lo scultore spagnolo Miguel Ortiz Berrocal (1933-2006), dal quale ebbe due figli, Carlos Miguel Berrocal di Sassonia Coburgo Braganza (1976) e Beltran José Berrocal di Sassonia Coburgo Braganza (1978). Morto all'età di 91 anni Giuseppe Blais nel 1983, due anni dopo Maria Pia di Braganza sposò António João da Costa Amado-Noivo (1952 - 1996): lei aveva 78 anni, lui 33. Maria Pia di Braganza morì a Verona nel 1995 e fu sepolta a fianco del secondo marito, il generale Blais, nel Cimitero Monumentale di Verona.

## Opere letterarie
Come molte signore della buona società Maria Pia di Braganza si dedicò alla scrittura; negli anni trenta pubblicò un certo numero di articoli in due giornali spagnoli, "Blanco y Negro" e ABC.
Nel 1937 scrisse "La hora de Alfonso XIII" (L'ora di Alfonso XIII), pubblicato all'Avana, Cuba, da Ucar, Garcia y Companía: scritto in spagnolo e pubblicato sotto il nome di "Hilda de Toledano", è una difesa del re Alfonso XIII di Spagna, allora esiliato.
Nel 1954 scrisse "Un beso y ... nada más: confidencia consciente de una pecadora inconsciente" ("Un bacio e ... nulla più": confidenza cosciente di una peccatrice incosciente) pubblicato a Madrid da Plenitud, anch'esso in spagnolo e sotto il nome di Hilda de Toledano. Nel romanzo si riflettono pesantemente alcuni avvenimenti nella vita dell'autrice.
Nel 1957 scrisse "Mémoires d'une infante vivante" (Memorie di un'infanta vivente) pubblicato a Parigi da Del Duca. Questo lavoro, scritto in francese e pubblicato sotto il nome di "Maria Pia di Sassonia-Coburgo Braganza", è un'autobiografia e rappresenta il primo tentativo di ricevere un riconoscimento pubblico alle sue personali pretese di essere la figlia illegittima di Carlo I di Portogallo. Nel libro, tuttavia non vengono fatti espliciti reclami dinastici, tant'è che il libro si chiude con la frase "io pretendo non uno scettro ma la mia penna, non una corona ma ciò che mi deriva da mio padre e mia madre: la mia dignità". Infatti la donna suggerisce che l'erede legittimo al trono portoghese dovrebbe essere la principessa Isabella d'Orléans-Braganza, figlia primogenita del conte di Parigi Enrico d'Orléans.

## Inizio delle pretese al trono portoghese

Stemma della Casa Reale di Braganza-Sassonia-Coburgo-Gotha.

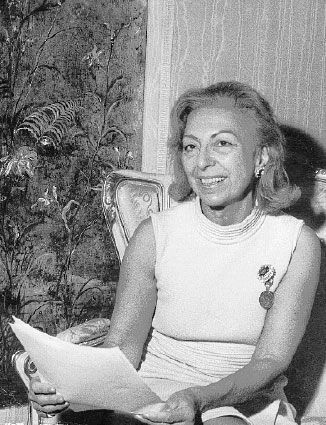
Maria Pia di Braganza in un discorso pubblico ai portoghesi.

Sostenne di essere la legittima pretendente al trono del Portogallo nella successione a Manuele II, figlio di Carlo I (e quindi suo preteso fratellastro), che era morto senza figli nel 1932, in seguito a una petizione firmata il 15 luglio 1957 da un gruppo di dieci monarchici portoghesi, nella quale le si chiedeva di rivendicare il trono: l'anno successivo andò in Portogallo e venne ricevuta dal presidente della Repubblica Francisco Craveiro Lopes, mentre il primo ministro, António de Oliveira Salazar rifiutò di incontrarla. Nelle elezioni presidenziali di quell'anno sostenne la candidatura di Humberto Delgado e continuò a sostenerlo anche quando andò in esilio in Brasile. Da questo momento la donna iniziò ad usare il titolo di "duchessa di Braganza".
Portò dalla propria parte una piccola minoranza di monarchici, di solito attivi oppositori di Salazar: la vasta maggioranza dei monarchici infatti sosteneva Duarte Nuno di Braganza, che portava anch'esso il titolo di duca di Braganza ed era ampiamente riconosciuto come tale sia nel Portogallo che dalla maggior parte delle altre case reali europee. Duarte Nuno aveva consigliato ai monarchici di sostenere il dittatore Salazar nella speranza che questi poi restaurasse la monarchia portoghese come Francisco Franco aveva fatto in Spagna.
I monarchici portoghesi erano stati divisi per oltre un secolo tra "michelisti" e "costituzionalisti". I primi erano sostenitori del re Michele, che aveva perso il trono, vivendo per il resto della vita in esilio: ai suoi discendenti era stata impedita per legge la successione al trono, mentre le leggi che ne stabilivano l'esilio vennero abrogate nel 1950 da Salazar. I secondi sostenevano la regina Maria II e i suoi figli, Pietro V e Luigi I, quest'ultimo padre di Carlo I.
Duarte Nuno di Braganza era un discendente della linea michelista, associata storicamente con una monarchia autocratica e reazionaria. Maria Pia giocò sulla rivalità tra i circoli monarchici michelisti e costituzionalisti, presentandosi come una candidata "costituzionale" cioè liberale ed il supporto dato allora a Salazar da Duarte Nuno negli anni Cinquanta la aiutò molto in questa tattica, facilitandole il compito di rappresentarsi come la pretendente liberale e democratica al trono portoghese.

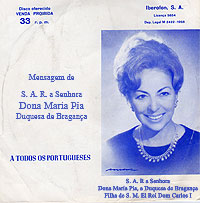
Disco con i discorsi di Maria Pia di Sassonia-Coburgo-Gotha come duchessa di Braganza.

Fu molto attiva nelle sue attività di "reclamo" al trono. Molti articoli su lei furono pubblicati in giornali italiani, portoghesi e di tutto il mondo e nel mese di febbraio del 1965 andò in Portogallo a visitare la tomba del re Carlo I ma mentre lasciava lo stato per tornare in Spagna fu arrestata e trattenuta per una notte, venendo in seguito subito liberata su richiesta dell'ambasciata italiana. Inoltre frequentò spesso il jet set. Sostenne per anni di essere stata amica di Alfonso XIII di Spagna e di suo figlio l'infante Giacomo Enrico di Borbone-Spagna, amicizia che sarebbe testimoniata anche da documentazione ufficiale usata nelle varie cause rotali.
Esiste una fitta corrispondenza tra Maria Pia di Braganza ed i membri delle famiglie reali europee che registrano i suoi sforzi per guadagnare una legittimità all'interno dei circoli reali, ma la vasta maggioranza delle risposte che ottenne era soltanto gentile e priva di alcun supporto effettivo.

## Causa legale sul certificato di battesimo
Nel mese di ottobre 1966 Duarte Nuno richiese alla corte ecclesiastica della diocesi di Madrid-Alcalá di rimuovere il nome del re Carlo I dal certificato di battesimo del 1939, sostenendo che non ci fossero prove che il sovrano fosse realmente il padre della neonata.
Nel febbraio 1972 il caso fra Duarte Nuno e Maria Pia di Braganza giunse fino al tribunale della Sacra Rota romana. Il processo fu istituito dalla commissione speciale n. 25. I sostenitori di Duarte Nuno ritennero che la corte avesse determinato che Carlo non era il padre di Maria Pia, o che comunque non ce n'erano le prove, mentre i sostenitori di Maria Pia sostennero che la corte avesse affermato la validità del suo certificato di battesimo e quindi la validità della sua pretesa discendenza. In realtà il 6 dicembre 1972 la corte stabilì solo che Duarte Nuno non aveva la condizione legale per presentare il caso, considerando che come cugino di secondo grado di Carlo I fosse un parente di grado troppo lontano, e non prese posizione sull'autenticità del certificato o sulle pretese al trono di Maria Pia. La Commissione Pontificia della Rota Romana che seguì il caso deliberò perciò che il battesimo di Maria Pia era valido e che il certificato di battesimo ricostruito si doveva mantenere in tutta la sua "forza, fede e vigore", ossia nella stessa situazione che era prima dell'apertura del processo.

## Causa legale sulle proprietà portoghesi
La sua richiesta di ottenere la restituzione di parte delle proprietà che erano appartenute alla famiglia reale portoghese, e che furono di conseguenza confiscate nel 1910 con il passaggio dalla monarchia alla repubblica, fu respinta dalla suprema corte di giustizia di Lisbona nel 1983, la quale ritenne che non esistevano prove sufficienti che la donna fosse figlia di Carlo I.

## Cessione dei diritti

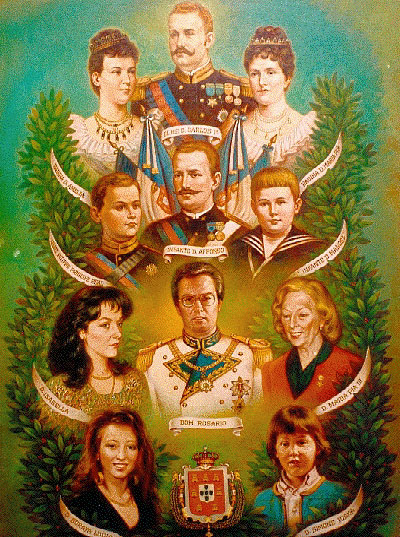
Ritratto del re Carlo I del Portogallo con Maria Pia di Sassonia Coburgo Braganza, Rosario Poidimani e la sua discendenza.

Nel 1985 Maria Pia di Braganza decise, nonostante avesse una figlia e due nipoti, di nominare suo successore ed erede nelle sue pretese dinastiche Rosario Poidimani, un italiano che sosteneva di appartenere a una famiglia nobile siciliana.
Il 2 dicembre 1985 Maria Pia di Braganza firmò un documento in cui sosteneva di potere emendare la costituzione portoghese del 1838 e di potere riconoscere quindi Poidimani come suo "erede". Il 19 febbraio 1986 firmò una seconda versione del documento affermando ci fosse una relazione di sangue tra i due, senza peraltro specificare di che tipo. Il 3 aprile 1987 infine firmò un documento con cui "abdicava" alle sue pretese al trono portoghese trasferendo i relativi "diritti" a Poidimani. Parecchie settimane dopo la donna e Poidimani tennero una "cerimonia" in Portogallo che confermava l'"abdicazione": nel documento firmato Maria Pia dichiarava che il motivo della sua abdicazione in favore di Poidimani era che era stata completamente privata di supporto dalla sua discendenza e che riteneva Poidimani l'unica persona in grado di fronteggiare il rivale ramo dei michelisti.
Dal 1987 Poidimani ha iniziato a usare il titolo di "sua altezza reale dom Rosario di Sassonia-Coburgo-Gotha Braganza, ventiduesimo duca di Bragança" e da allora ha cercato di promuovere le sue pretese, benché queste non siano state riconosciute da molte delle case reali europee o dall'ordine di Malta.
Nel 2007 Poidimani è stato arrestato in quanto accusato di truffa in relazione alla vendita di passaporti diplomatici che sosteneva di potere rilasciare in quanto capo della reale casa di Portogallo. Il tribunale di Busto Arsizio lo ha condannato in primo grado a cinque anni di reclusione a gennaio del 2011;. Il 15 aprile 2013 la Corte di Appello di Milano ha assolto Rosario Poidimani dalle varie imputazioni sopra. Poidimani ha a sua volta dato avvio a varie denunce e querele nei confronti di Duarte Pio di Braganza e di funzionari del governo portoghese.

## Ascendenza
|                                      |   |                                 | Genitori                                 |  |  | Nonni |  |  | Bisnonni                |  |  | Trisnonni                           |  |
|                                      |   |                                 |                                          |  |  |       |  |  | Fernando II de Portugal |  |  | Ferdinand von Sachsen-Coburg-Koháry |  |
|                                      |   |                                 |                                          |  |  |       |  |  | Fernando II de Portugal |  |  | Ferdinand von Sachsen-Coburg-Koháry |  |
|                                      |   | Mária Antónia Koháry            |                                          |  |  |       |  |  | Fernando II de Portugal |  |  |                                     |  |
| Luís I de Portugal                   |   |                                 |                                          |  |  |       |  |  | Fernando II de Portugal |  |  |                                     |  |
|                                      |   | Maria II de Portugal            | Pedro I do Brasil                        |  |  |       |  |  |                         |  |  |                                     |  |
|                                      |   | Maria II de Portugal            | Pedro I do Brasil                        |  |  |       |  |  |                         |  |  |                                     |  |
|                                      |   | Maria II de Portugal            | Maria Leopoldine von Habsburg-Lothringen |  |  |       |  |  |                         |  |  |                                     |  |
| Carlos I de Portugal                 |   | Maria II de Portugal            |                                          |  |  |       |  |  |                         |  |  |                                     |  |
|                                      |   | Vittorio Emanuele II di Savoia  | Carlo Alberto di Savoia                  |  |  |       |  |  |                         |  |  |                                     |  |
|                                      |   | Vittorio Emanuele II di Savoia  | Carlo Alberto di Savoia                  |  |  |       |  |  |                         |  |  |                                     |  |
|                                      |   | Vittorio Emanuele II di Savoia  | Maria Theresia von Habsburg-Toskana      |  |  |       |  |  |                         |  |  |                                     |  |
| Maria Pia di Savoia                  |   | Vittorio Emanuele II di Savoia  |                                          |  |  |       |  |  |                         |  |  |                                     |  |
|                                      |   | Maria Adelaide d'Asburgo-Lorena | Ranieri Giuseppe d'Asburgo-Lorena        |  |  |       |  |  |                         |  |  |                                     |  |
|                                      |   | Maria Adelaide d'Asburgo-Lorena | Ranieri Giuseppe d'Asburgo-Lorena        |  |  |       |  |  |                         |  |  |                                     |  |
|                                      |   | Maria Adelaide d'Asburgo-Lorena | Maria Elisabetta di Savoia-Carignano     |  |  |       |  |  |                         |  |  |                                     |  |
| Maria Pia de Saxe-Coburgo e Bragança |   | Maria Adelaide d'Asburgo-Lorena |                                          |  |  |       |  |  |                         |  |  |                                     |  |
|                                      | … | …                               |                                          |  |  |       |  |  |                         |  |  |                                     |  |
|                                      | … | …                               |                                          |  |  |       |  |  |                         |  |  |                                     |  |
|                                      | … | …                               |                                          |  |  |       |  |  |                         |  |  |                                     |  |
| Armando Maurício Laredó e Laredó     | … |                                 |                                          |  |  |       |  |  |                         |  |  |                                     |  |
|                                      |   | …                               | …                                        |  |  |       |  |  |                         |  |  |                                     |  |
|                                      |   | …                               | …                                        |  |  |       |  |  |                         |  |  |                                     |  |
|                                      |   | …                               | …                                        |  |  |       |  |  |                         |  |  |                                     |  |
| Maria Amelia Laredó e Murça          |   | …                               |                                          |  |  |       |  |  |                         |  |  |                                     |  |
|                                      |   | …                               | …                                        |  |  |       |  |  |                         |  |  |                                     |  |
|                                      |   | …                               | …                                        |  |  |       |  |  |                         |  |  |                                     |  |
|                                      |   | …                               | …                                        |  |  |       |  |  |                         |  |  |                                     |  |
| Maria Amélia Murça e Berhen          |   | …                               |                                          |  |  |       |  |  |                         |  |  |                                     |  |
|                                      |   | …                               | …                                        |  |  |       |  |  |                         |  |  |                                     |  |
|                                      |   | …                               | …                                        |  |  |       |  |  |                         |  |  |                                     |  |
|                                      |   | …                               | …                                        |  |  |       |  |  |                         |  |  |                                     |  |
|                                      |   | …                               |                                          |  |  |       |  |  |                         |  |  |                                     |  |